# 曾缄
曾缄（1892年—1968年），字慎言，四川叙永人，中国近代文学家、中国政治人物。

## 生平
曾缄曾进入于北京大学中文系学习，在此期间，他拜著名的语言文字学家黄侃为师，与黄侃交情甚笃，颇得文学诗词之精髓。1917年从北大毕业后，到蒙藏委员会任职。
1929年，曾缄至西康搜集康藏一带的文献，希望搜集所谓的当地“情歌”，久而不获。后来，他从朋友处得到了由藏学家于道泉所译的《第六代达赖喇嘛仓央嘉措情歌》一书。由于该译本是白话文，曾缄“深病其不文，辄广为七言，施以润色”，将它改译为文言文。1939年，发表在《康导月刊》上。曾缄的文学造诣颇高，使得后来他的译本最广为流传，被公认是所有第六世达赖喇嘛诗歌的汉译古本中成就最高的一个，但他的译本却与藏语原文之意相去甚远。他又以第六世达赖喇嘛的生平事迹为题材，创作了《布达拉宫辞》，同样的成为了名篇。

曾缄历任雅安县县长、四川参议会议员、四川国学专门学校教务长、四川大学文学院教授、西康省临时参议会秘书长、四川大学中文系主任兼文学研究所主任等职。中华人民共和国成立之后，担任四川大学中文系教授。著有《寸铁堪诗稿》。文化大革命爆发之后，被迫害致死。